# Президентские выборы в США (1920)
Президентские выборы 1920 года проходили 2 ноября под знаком последствий Первой мировой войны и всеобщего негативного отношения к президенту-демократу Вудро Вильсону. Экономический бум закончился, политики спорили по поводу мирных соглашений и вхождения Соединённых Штатов в образующуюся Лигу Наций. Европа была поглощена войнами и революциями. В США основными событиями того времени были стачки на мясоперерабатывающих и сталелитейных заводах и расовые беспорядки в Чикаго и других крупных городах. В результате принятия 19-й поправки к Конституции США на этих выборах впервые могли голосовать женщины.
Уходящий президент Вильсон был настолько непопулярен, что практически потерял всякий вес в стране. Ирландские католики, недовольные позицией Вильсона на мирных переговорах в отношении Ирландии, и германские сообщества, пострадавшие от гонений во время войны, были особенно ярыми критиками его политики, а его поддержка Лиги Наций привело к обратной, изолиционистской, реакции. Среди республиканцев бывший президент Теодор Рузвельт был лидером на партийную номинацию, но к 1918 году его здоровье ухудшилось и в январе 1919 года он умер. В результате обе основные партии выбрали в кандидаты «тёмных лошадок» — малоизвестных политиков из Огайо: сенатора Уоррена Гардинга от республиканцев и губернатора Джеймса Кокса от демократов.
В своей предвыборной кампании Гардинг призывал к возвращению к «нормальности» (при этом он использовал неологизм «normalcy» вместо принятого англ. normality, что вызывало много шуток). Гардинг потратил на выборах в 4 раза больше денег, чем Кокс. В результате выборов Гардинг одержал победу, значительно опередив демократического претендента и по общему количеству голосов, и по голосам выборщиков.

## Выборы

### Республиканская партия
Республиканская национальная конвенция 1920 проходила в Чикаго с 8 по 12 июня. Генерал Леонард Вуд, губернатор Иллинойса Фрэнк Лоуден и сенатор из Калифорнии Хайрам Джонсон считались тремя наиболее вероятными кандидатами. Многие предполагали, что победит тёмная лошадка, например, губернатор Пенсильвании Уильям Камерон Спрул, сенатор из Пенсильвании Филандер К. Нокс, губернатор Канзаса Генри Джастин Аллен, сенатор из Массачусетса Генри Кабот Лодж или Чарльз Эванс Хьюз, кандидат на выборах 1916 года. Вопрос о вступлении в Лигу Наций занял центральное место на съезде, а некоторые размышляли о том, что Джонсон покинет партию, если платформа одобрит Лигу.
Конвенция была отложена на ночь после того, как четыре голосования не дали четкого лидера. На следующий день голосование продолжилось, Вуд, Лоуден и Джонсон остались впереди, а партийные лидеры работали над тем, чтобы найти кандидата, приемлемого как для прогрессивных, так и консервативных крыльев партии. Консерваторы сильно возражали против Вуда, в то время как Лоудену противостояло прогрессивное крыло партии. Гардинг появился как умеренно консервативный кандидат, приемлемый для прогрессивного крыла партии, и поскольку конвенция оставалась в тупике, Гардинг появился как сильный компромиссный кандидат. После восьмого голосования, конвенция прервалась, во время перерыва менеджеры Гардинга лоббировали сторонников Лоудена и других. Гардингу также помог тот факт, что демократы выдвинули Джеймса М. Кокса из Огайо, а республиканцы не хотели давать демократам преимущество в Огайо.
Гардинг перешел в лидеры на девятом голосовании и был выдвинут на десятом голосовании.
Губернатор Канзаса Генри Джастин Аллен, губернатор Массачусетса Калвин Кулидж, сенатор из Висконсина Ирвин Ленрот, губернатор Кентукки Эдвин П. Морроу и сам Гардинг считались возможными кандидатами в вице-президенты. Как только президентское выдвижение было окончательно урегулировано, Гардинг и партийные боссы попросили Джонсона присоединиться к билету в качестве прогрессивного баланса Гардингу. Когда Джонсон отклонил предложение, они подошли к Ленроту, который согласился. Однако, когда сенатор из Иллинойса Меллилл Маккормик встал, чтобы выдвинуть Ленрота, несколько делегатов начали кричать о Кулидже. Кулидж получил огромный запас поддержки и был выдвинут.
Выдвижение Гардинга, которое, как говорят, было обеспечено на переговорах между партийными боссами в «комнате, заполненной дымом», было спроектировано Гарри М. Догерти, политическим менеджером Гардинга, который стал его генеральным прокурором после выборов.

### Демократическая партия
Демократическая национальная конвенция 1920 была проведена в Гражданской аудитории в Сан-Франциско с 28 июня по 6 июля. Хотя Уильям Гиббс Макэду (зять Вильсона и бывший министр финансов) был самым сильным кандидатом, Вильсон заблокировал его кандидатуру в надежде, что тупиковая конвенция потребует, чтобы он баллотировался на третий срок, хотя он был серьезно болен, физически неподвижен, и в уединении в то время. Ранние фавориты включали Макэду и генерального прокурора Александра Митчелла Палмера. Лаура Клей, делегат из Кентукки, стала первой женщиной, которая получила голоса на выдвижении в президенты на съезде крупной политической партии. Джеймс Кокс был выдвинут на 44 голосовании. Франклин Рузвельт, помощник военно-морского министра, был выдвинут в вице-президенты, так как, по мнению Кокса, он обладал «волшебным именем».

### Другие
Юджин Дебс в пятый раз был выдвинут Социалистической партии, несмотря на то, что сидел в тюрьме. Парли П. Кристенсен был выдвинут Фермерской трудовой партией. Аарон Ш. Уоткинс был выдвинут Партией сухого закона. Джеймс Э. Фергюсон, бывший губернатор Техаса, был выдвинут Американской партией.

### Кампания
Вильсон надеялся на всеобщее согласие по поводу Лиги Наций, но этого не случилось. Всеобщее критическое отношение к Лиге привело к тому, что не только Гардинг, но даже демократический кандидат Кокс не особенно поддерживал эту идею. Особенную настороженность вызывала Статья 10, которая обязывала США участвовать во всех войнах, объявленных Лигой. Тем не менее, в отличие от политиков, народ мало интересовался внешней политикой. Более того, так как оба претендента были малоизвестными политиками, никто не знал идей, которые оба представляли. Как шутил журналист Бренд Уитлок: «Народ действительно не знает идей, которые представляют Гардинг и Кокс, как и сами Гардинг и Кокс. Да здравствует демократия!»
Интенсивная кампания Кокса заключалась в постоянных ралли по стране, выступлениях из поезда и приветственных речей, охвативших в целом около 2 миллионов избирателей. Гардинг, наоборот, выступал из собственного дома перед привезёнными избирателями, повторяя кампанию Уильяма Мак-Кинли 1896 года. В целом кампания Гардинга отличалась национализмом с ключевыми фразами, такими как «абсолютный контроль Соединённых Штатов над Соединёнными Штатами», «Эта страна останется американской. Её президент останется в нашей собственной стране!» и т. п., намекающие на грозящую потерю суверенитета в Лиге Наций.

### Результаты
В результате выборов Гардинг одержал убедительную победу. Кокс смог победить только в штатах Юга. Впервые с окончания эпохи Реконструкции один из штатов Конфедерации (Теннесси) проголосовал за республиканца. Во время этой кампании, молодой Франклин Делано Рузвельт, претендовавший на пост вице-президента с Коксом, стал известен широкой публике.
| Кандидат               | Партия                           | Избиратели | Избиратели | Выборщики |
| Кандидат               | Партия                           | Количество | %          | Выборщики |
| ---------------------- | -------------------------------- | ---------- | ---------- | --------- |
| Уоррен Гардинг         | Республиканская партия           | 16 144 093 | 60,3 %     | 404       |
| Джеймс Кокс            | Демократическая партия           | 9 139 661  | 34,1 %     | 127       |
| Юджин Дебс             | Социалистическая партия          | 913 693    | 3,4 %      | 0         |
| Парли Кристенсен       | Фермерская трудовая партия       | 265 411    | 1,0 %      | 0         |
| Аарон Шерман Уоткинс   | Партия запрета                   | 188 787    | 0,7 %      | 0         |
| Джеймс Эдвард Фергюсон | Американская партия              | 47 968     | 0,2 %      | 0         |
| Уильям Уисли Кокс      | Социалистическая трудовая партия | 31 716     | 0,1 %      | 0         |
| Роберт Колней Макаулей | Единый налог                     | 5 750      | 0,0 %      | 0         |
| другие                 | -                                | 27 746     | 0,1 %      | 0         |
| Всего                  | Всего                            | 26 765 180 | 100 %      | 531       |